# Robidzhonia
Robidzhonia es un género de foraminífero bentónico considerado un sinónimo posterior de Lenticulina de la subfamilia Lenticulininae, de la familia Vaginulinidae, de la superfamilia Nodosarioidea, del suborden Lagenina y del orden Lagenida. Su especie tipo era Robidzhonia prima. Su rango cronoestratigráfico abarcaba el Eoceno.

## Clasificación
Robidzhonia incluye a la siguiente especie:
- Robidzhonia prima †